# Becadell de Magallanes
El becadell de Magallanes (Gallinago magellanica) és un ocell de la tribu Scolopancinai i la subfamília Scolopacinae de la família Scolopacidae, els escolopàcids i parents. Es troba a l'Argentina, Xile, Uruguai i les Illes Malvines.

## Descripció
La cara de la becada de Magallanes té franges marrons i marrons més foscos. Les parts superiors tenen un patró complex de blanquinosos, beix, vermells i negres apagats sobre un fons marró. El pit té una vermiculació fina i els flancs tenen barres fosques i clares. La superfície superior de la cua és vermellosa amb barres irregulars i puntes blanques. El bec és llarg, gruixut i rosat apagat amb una punta negra. Les potes són groguenques.

## Distribució i hàbitat
La becada de Magallanes es troba des del centre-nord de Xile i el nord-oest de l'Argentina fins al sud de Terra del Foc i també a les Illes Malvines. Arriba a l'Uruguai durant la temporada no reproductora. Habita una varietat de paisatges humits, com ara pampes, torberes, estepes inundades, prats de matolls, les vores dels aiguamolls i, de vegades, boscos pantanosos.

## Comportament

### Moviment
El becadell de Magallanes és un migrador parcial. La població de Terra del Foc es desplaça principalment cap al nord durant l'hivern austral, igual que alguns individus de la població continental. Arriben al nord-est de l'Argentina i l'Uruguai en aquesta època. Alguns ocells hivernen a les Malvines, però la major part d'aquesta població aparentment migra al continent.

### Alimentació
El becadell de Magallanes s'alimenta explorant el fang. La dieta d'invertebrats no es coneix en detall, però inclou larves d'insectes i cucs de terra.

### Reproducció
La temporada de reproducció del becadell de Magallanes varia geogràficament. Al continent sembla que abasta d'agost a novembre. A les Malvines és principalment d'agost a octubre. El mascle realitza una exhibició de ventall durant el festeig, volant en cercles alts i després fent picades poc profundes per produir un so distintiu. La femella fa un niu com una depressió poc profunda, generalment a l'herba i a prop de l'aigua. La mida típica de la posta és de dos ous. No es coneixen el període d'incubació ni el temps fins que els polls deixen el niu.

### Sons vocals i no vocals
El becadell de Magallanes té una varietat molt àmplia de vocalitzacions, incloent-hi un xip lent "kik..kik..kik..kik..kik...", un xip ràpid "kikkikkikkikkikkikkik", un crit de vol "curt i aspre" "..kik......kik...kik-kik..." i un crit d'alarma "kik.kik.kik.....kik.kik...". Els crits de xip es fan normalment des del terra o a prop d'ell, com ara des d'un pal d'una tanca. El soroll a ventall de l'espècie es fa mitjançant l'aire que flueix sobre les plomes exteriors de la cua durant el vol. Es descriu com "una sèrie de crescendo apagada i tartamudejada "... huhuhuhuhuhu.hu. huu..huu..huu.huu" que dura uns dos o tres segons i es repeteix aproximadament cada 10 segons.

## Taxonomia i sistemàtica
La història taxonòmica de les becades del Nou Món del gènere Gallinago és complicada. El que ara és el becadell de Magallanes ha estat tractat en el passat com una subespècie del becadell comú (G. gallinago), després com a coespecífica amb el que ara són el becadell sud-americà (G. paraguaiae) i el becadell de la puna (G. andina), i més tard encara com a coespecífica només amb el becadell sud-americà. En un principi, el Comitè de Classificació Sud-americà de la Societat Ornitològica Americana (AOS), el Congrés Ornitològic Internacional (COI) i la taxonomia de Clements ja els tractaven tots com a espècies separades i anys més tard, el Manual dels Ocells del Món (HBW) i BirdLife International els van seguir els passos.
És una espècie monotípica.